# فغر الكبد
فَغَرِّ الْكَبِدَ أَوْ فَغَرِّ الْقَنَاةَ الصَّفْرَاوِيَّةَ (بالإنجليزية: Hepatoportoenterostomy)‏ هُوَ عِلَاَجُ جِرَاحِيُّ يُتْمِ إجراؤه عَلَى الرُّضَّعِ الْمُصَابِينَ بِكِيسَةِ قَنَاةِ الصَّفْرَاءِ مِنَ النَّوْعِ الرَّابعِ وَرَتْقِ الْقَنَاةِ الصَّفْرَاوِيَّةِ لِلسَّمَاحِ بِتَصرِيفِ الصَّفْرَاءِ. عِنْدَ هَؤُلَاءِ الْأَطْفَالِ، لَا تَسْتَطِيعُ الْعَصَّارَةُ الصَّفْرَاوِيَّةُ التَّصرِيفَ بِشَكْلِ طَبِيعِيِّ مَنِ الْقِنْوَاتِ الصَّفْرَاوِيَّةِ الصَّغِيرَةِ دَاخِلَ الْكَبِدِ إِلَى الْقِنْوَاتِ الصَّفْرَاوِيَّةِ الْأكْبَرِ الَّتِي تَتَّصِلُ بِالْمِرَارَةِ وَالْأَمْعَاءِ الدَّقيقَةِ.

## الإجراء
تَتَضَمَّنُ الْجِرَاحَةُ تَعْرِيضَ بَابُ الْكَبِدِ (مِنْطَقَةَ الْكَبِدِ الَّتِي يَجِبُ أَنْ تَسْتَنْزِفَ مِنْهَا الْعَصَّارَةَ الصَّفْرَاوِيَّةَ) عَنْ طَرِيقِ الْاِسْتِئْصَالِ الْجِذْرِيِّ لِجَمِيعَ أَنَسْجَةَ الْقَنَاةِ الصَّفْرَاوِيَّةِ حَتَّى كَبْسُولَةِ الْكَبِدِ وَرَبْطِ حَلْقَةِ رَوِّ أوْنَ واي مِنَ الصَّائِمِ بِكَبْسُولَةِ الْكَبِدِ الْمَكْشُوفَةِ فَوْقَ تَشَعُّبٍ فِي الْوَرِيدِ الْبَابِيِّ خَلْقٌ فَغِرُّ الْبَابِ. الْأَسَاسُ الْمِنْطَقِيُّ لِهَذَا النَّهْجِ هُوَ أَنْ بَقَايَا الْقَنَاةِ الصَّفْرَاوِيَّةِ الدَّقيقَةِ الْمُتَبَقِّيَةِ قَدْ تَكُونُ مَوْجُودَةٌ فِي الأنسجة اللِّيفِيَّةَ لباب الْكَبِدِ، وبالتالي تُوَفِّرُ اِتِّصَالًا مُبَاشِرًا بِنِظَامِ الْقَنَاةِ دَاخِلَ الْكَبِدِ لِلسَّمَاحِ بِتَصرِيفِ الصَّفْرَاءِ.
تَمَّ تَطْوِيرُ هَذَا الْإِجْرَاءِ فِي عَامِ 1951 مِنْ قَبْلَ جَرَّاحُ الْأَطْفَالِ الصَّفْرَاوِيَّ وَالْكَبِدَ الْيَابَانِيَّ موريو كَاسَاي ( 1922- 2008).

## المآل
يَشْمُلُ تَشْخِيصُ هَذِهِ الْحَالَةِ الْإِجْرَاءَ مَا يَلِي:
- إِذَا تَمِّ إجراؤه قَبْلَ 60 يَوْمًا مِنَ الْعُمَرِ، فَإِنَّ 80% مِنَ الْأَطْفَالِ يُحَقِّقُونَ بَعْضَ تَصرِيفِ الْعَصَّارَةِ الصَّفْرَاوِيَّةِ
- يَكُون التَّشْخِيص أَسْوَأ بِشَكْل تَدْرِيجي مَعَ إِجْرَاء الْجِرَاحَة اللَّاحِقَة
- اِلْتِهَاب الأقنية الصَّفْرَاوِيَّةَ وَسُوء الْاِمْتِصَاص شَائِعَانِ بَعْدَ الْجِرَاحَة
- سَيَحْتَاج الْعَدِيد مِنْ الْأَطْفَال الَّذِينَ يُعَانُون مِنْ رَتْق الْقَنَاة الصَّفْرَاوِيَّةِ إِلَى زِرَاعَة كَبِد عَلَى الرَّغْم مِنْ مُحَاوَلَة الْإِصْلَاح الْجِرَاحِيِّ عَلَى الرَّغْم مَنْ أَنَّهُ فِي بَعْض الْأَحْيَانِ يُمْكِن أَنْ يَتَأَخَّر حَتَّى سِنّ الْبُلُوغ